# George Abbey (ingénieur)
Pour les articles homonymes, voir George Abbey et Abbey.
George William Samuel Abbey, né à Seattle (État de Washington) le 21 août 1932 et mort à Houston (Texas) le 24 mars 2024, est un ingénieur et pilote militaire américain.
Engagé par la NASA pour le programme Apollo, il devient ensuite directeur du centre spatial Lyndon B. Johnson (JSC) et un fellow en politique spatiale à l'Institut James Baker de l'université Rice.

## Biographie
George Abbey naît à Seattle le 21 août 1932. Il fait ses études secondaires à la Lincoln High School (en). En 1954, il obtient un baccalauréat en science de l'Académie navale d'Annapolis. Il termine une maîtrise en génie électrique à l'Air Force Institute of Technology en 1959.
Il devient pilote et fait environ 4 000 heures de vol avant d'être recruté par la NASA en 1964. Tout d'abord capitaine de l'Air Force assigné au programme Apollo, il quitte son poste en décembre 1967 pour devenir assistant technique du directeur du JSC. En janvier 1976, il devient directeur des opérations aériennes.
En mars 1988, il est promu au siège de la NASA.

### Mort
George Abbey meurt le 24 mars 2024 à Houston à l'âge de 91 ans.